# Dědičná štola v Oslavanech
Dědičná štola v Oslavanech (také Ebrštola) se nachází na úpatí svahu na levém břehu řeky Oslavy v Oslavanech v lokalitě Zaklášteří. Slouží k odvádění důlních vod z Rosicko-oslavanského revíru.

## Historie
V lokalitě Zaklášteří byla provozována hornická činnost už v roce 1763, kdy starobrněnská abatyše Antonie de Ulrici nechala razit (nebo snad obnovit) štolu Antonie naproti klášterní zahradě na Zaklášteří. V roce 1785 získal propůjční list na těžbu černého uhlí báňský úředník Johan Baptista Müller (1752–1806) z Tyrol, který v Zaklášteří započal s ražbou štol. Mezi nejvýznamnější patřily štoly Jan (nejdelší Müllerova štola), Antonie, Mariahilfe a další. V roce 1851 obnovili těžaři Müller, Klein a Baumgarten ražbu ve staré Dědičné štole (Marienthal) a vedli ražbu severním směrem na Zbýšov. Štola se napojila na jámu Charlotta, postupovala pod údolím potoka Balinky, dále prostorem Havírna k jámě Anna a až do jámy Simson. S důlními díly revíru byla napojena do hloubky 130 m přes hlavní chodby v I. sloji. Štola odvodňovala celou jižní část revíru, tuto funkci měla po celou dobu těžby uhlí v revíru a po roce 1992 zajišťuje odvodnění celého Rosicko-oslavanského revíru. Do roku 1879 dosáhla délky 3080 m.
Štola byla ražena ručně v šesti odlišných profilech s mírným stoupáním. Výztuž štoly je nepravidelná, střídají se úseky bez výztuže s cihelnou vyzdívkou a úseky, kde byl profil díla zajištěn betonovou výztuží. Světlý profil důlního díla je od 2,0 do 4,0 m². Ve středu je kolej na pražcích, které nejsou vždy ukotveny do počvy. V roce 1908 sloužila štola jako skladiště dynamitu a v roce 1940 asi ve vzdálenosti 200 m od ústí štoly byl zřízen německými vojáky protiletecký kryt (do roku 1970 byl udržován jako kryt civilní obrany). Ústí štoly zdobí klasicistní kamenný portál.
V období od roku 1924 až do 30. let byl prováděn průzkum a dobývání zbytkových zásob I. sloje ve stařinách nad 2. patrem (249 m) až do prostoru jámy Charlotta a výdušného komína na Dubině. Pro vytěžené uhlí byla postavena podél řeky Oslavy úzkorozchodná trať na třídírnu a uhelné prádlo. Uhlí bylo dopravováno koňmi a později důlními lokomotivami Deutz Dědičnou štolou na povrch a dále po úzkorozchodné trati. Stejným způsobem byl dopravován potřebný materiál do štoly. V letech 1969–1972 byl obnoven průzkum a opětovné dobývání zbytkových zásob I. sloje ve stařinách nad 2. patrem (249 m). Dědičná štola a jáma Charlotta sloužila pro dopravu materiálu a fárání mužstva. Narubané uhlí bylo dopravováno přes 2. patro v hloubce 249 m k jámě Kukla. Při průzkumných a dobývacích pracích bylo objeveno mnoho cenného materiálu a nářadí z doby prvotního dobývání. Některé nalezené artefakty z prvotního dobývání v této oblasti jsou v muzeu hornictví a energetiky Rosicko-Oslavanska na zámku v Oslavanech.

## Důlní vody
Hlavním úkolem Dědičné štoly bylo odvádění důlních vod z jižní části revíru. Po zahájení útlumu a ukončení těžby černého uhlí v roce 1992 (důl Antonín) je štola využívána k odvádění důlních vod z celého Rosicko-oslavanského revíru. Využívá se situace, že celý revír je hydraulicky propojen svými díly a právě Dědičná štola má schopnost odvádět důlní vody. Ty vytékají v katastrálním území Oslavany (219 m n. m.), jejich průtok je v rozmezí 40–50 l/s. Pro vysoké koncentrace železa ve vytékající důlní vodě byla postavena čisticí stanice důlních vod (ČDV), která byla uvedena do provozu v roce 2001. Důlní vody po vyčištění jsou vpouštěny do řeky Oslavy.
ČDV je dvoupodlažní zděná budova s velínem, dílnou a skladem, střecha je sedlová. ČDV byla modernizována a nově uvedena do zkušebního provozu v roce 2006. Kontrolou a dozorem volně vytékající kontaminované důlní vody a čištěním je pověřena firma Diamo, závod Dolní Rožínka. Dne 11. května 2011 došlo k samovolnému extrémnímu výtoku. V červnu 2011 byla provedena kontrola Dědičné štoly báňskými záchranáři ZBZS o.z. GEAM Dolní Rožínka a dvěma inspektory OBÚ v Brně.
Objem vytékající důlní vody představuje 1 260 000 m³/rok, její pH se pohybuje v rozmezí 6,0–6,6. Jako vedlejší kontaminanty jsou uvedeny Mn = 4,7–10,8 mg/l, Fe = 50–90 mg/l a dusíkaté látky = 31–88 mg/l.